# Kilimagryllus africanus
Kilimagryllus africanus är en insektsart som först beskrevs av Walker, F. 1869.  Kilimagryllus africanus ingår i släktet Kilimagryllus och familjen syrsor. Inga underarter finns listade i Catalogue of Life.